# Recital '74
Recital '74 fue un espectáculo del grupo de humor e instrumentos informales Les Luthiers. Se estrenó el viernes, 23 de agosto de 1974 en Teatro Lasalle (Buenos Aires, Argentina) y su última representación fue el sábado, 5 de junio de 1976 en Teatro Solís (Montevideo, Uruguay).

## Instrumentos estrenados
Gom Horn da Testa, en la obra "Miss Lilly Higgins sings shimmy in Mississippi's spring". Su intérprete era Ernesto Acher.

## Integrantes
- Ernesto Acher
- Carlos López Puccio
- Jorge Maronna
- Marcos Mundstock
- Carlos Núñez Cortés
- Daniel Rabinovich

## Programa
- Sol La Si La Sol La Do Do Si   (Lied)
- Mi Aventura por la India  (Guarania)
- Miss Lilly Higgins Sings Shimmy in Missisipi's Spring  (Shimmy)
- La Bossa Nostra  (Bossa-Nova, 1972)
- La Yegua Mía  (Triunfo / Empate)
- El Lago Encantado  (Ballet Leído)

### Fuera de programa
- Teorema de Thales
- Pieza en forma de tango (Tango op. 11, 1971)

- Todas las obras de este espectáculo, exceptuando Sol la si la sol la do do si tienen su versión discográfica.